# کهنه حصار (شازند)
کهنه حصار روستایی در دهستان هندودر بخش سربند شهرستان شازند استان مرکزی ایران است.

## جمعیت
بر پایه سرشماری عمومی نفوس و مسکن در سال ۱۳۹۵ جمعیت این روستا ۳۰۳ نفر (۸۵خانوار) بوده‌است.